# Clubul Diogene

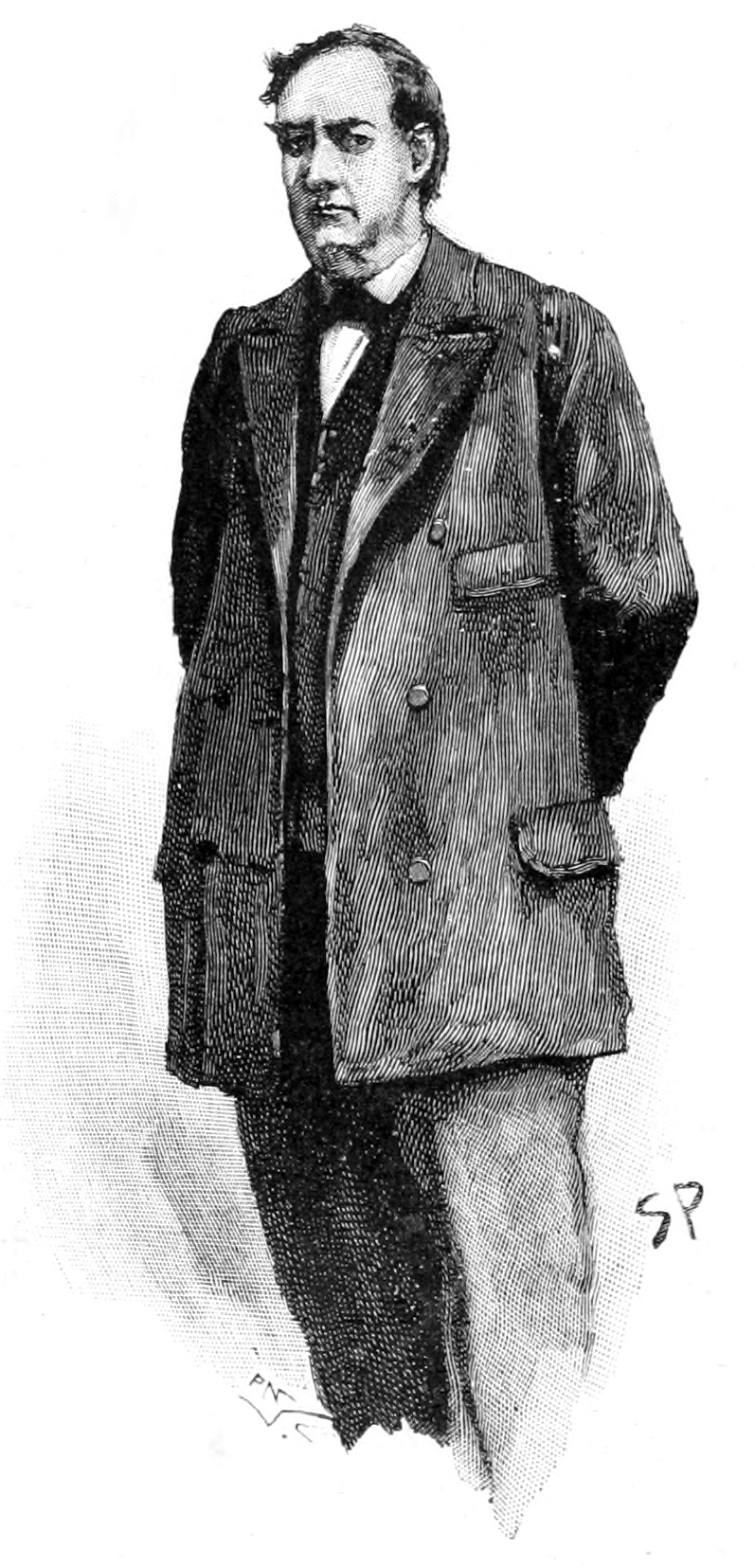
Mycroft Holmes, cofondatorul clubului Diogene.

Clubul Diogene (în engleză Diogenes Club) este un club britanic fictiv imaginat de Sir Arthur Conan Doyle și care apare în mai multe povestiri ale aventurilor lui Sherlock Holmes. El a apărut pentru prima dată în Traducătorul de greacă unde cititorul află că Mycroft Holmes, fratele lui Sherlock, este un obișnuit al acestui club, fiind și cofondator. Se pare că numele său face referire la Diogene din Sinope ("Cinicul"), deși acest lucru nu este nicăieri explicat în povestirile lui Conan Doyle.
În Traducătorul de greacă, clubul este descris de Sherlock Holmes în următorii termeni:
„"Sunt mulți bărbați în Londra care fie din timiditate, fie din mizantropie, nu-și doresc compania semenilor. Totuși, ei nu au nimic împotriva scaunelor comfortabile și a ultimelor ziare. Pentru acest motiv a fost fondat Clubul Diogene și reunește acum oamenii cei mai puțini sociabili și inadaptabili din oraș. Niciunui membru nu i se permite să vorbească cu altul. Doar în Camera Străinilor, vorbitul este permis în anumite circumstanțe, iar trei abateri, dacă sunt aduse la cunoștința comitetului, îl fac pe vorbăreț pasibil de excludere. Fratele meu a fost unul dintre fondatori și chiar eu găsesc acolo o atmosferă foarte relaxantă."”—Traducătorul de greacă''
El este descris ca un loc unde membrii merg să citească fără nici o altă distracție, iar regula principală este ca nimeni să nu vorbească, membrii clubului putând fi excluși dacă încalcă această regulă.

## Relația cu serviciile secrete britanice
Deși nu există nici un indiciu în canonul original al lui Sherlock Holmes că Clubul Diogene nu este ceea ce pare a fi, scriitorii de mai târziu au dezvoltat și folosit ideea conform căreia clubul a fost fondat ca un paravan pentru serviciile secrete britanice. Deși nu se fac astfel de referințe în povestirile originale, această presupunere comună își are baza în faptul că Mycroft Holmes, în "Planurile Bruce-Partington", este prezentat ca fiind omul de încredere suprem și indispensabil din spatele guvernului britanic, care cunoaște secretele guvernamentale și recomandă apoi acțiunea cea mai potrivită. Având în vedere că Mycroft Holmes este cofondator al clubului, dar și un om leneș care se deplasează aproape exclusiv doar între casa lui, biroul său și club, această extrapolare apare ca fiind logică.
Această idee a fost în mare parte popularizată în The Private Life of Sherlock Holmes, un film regizat în 1970 de Billy Wilder, și a fost folosit frecvent în pastișele povestirilor originale ale lui Conan Doyle.
Scriitoarea britanică Kim Newman a scris o serie de povestiri în care sunt prezentate activitățile mai multor agenți ai clubului (descris în povestiri ca "o instituție care a existat în liniște pentru a se confrunta cu probleme aflate în afara sferei de competență a poliției și a serviciilor de informații") de la sfârșitul secolului al XIX-lea și în secolul al XX-lea, în special în anii '20, '40 și '70 ai secolului al XX-lea. În povestirile lui Newman, cazurile investigate de Club sunt, în general, paranormale sau oculte și, ocazional, science-fiction.
Clubul a avut un rol important în timpul lui Winston Churchill, dar a supraviețuit până la închiderea sa de către Margaret Thatcher (care este prezentată ca fiind un agent cu creier spălat al agenției rivale a clubului). Clubul este înlocuit de un quango numit Institutul de Psi Tech (I-Psi-T, pronunțat "Vederea"). Clubul Diogene este un motiv central în mai multe colecții de povestiri ale lui Newman, inclusiv în Seven Stars (2000), în care un mister este explorat timp de mai multe decenii de generații de investigatori în relație cu Clubul Diogene; The Man from the Diogenes Club (2006), în care apare agentul Richard Jeperson din anii 1970; și The Secret Files of the Diogenes Club (2008). Povestirea "The Man Who Got Off The Ghost Train", scrisă pentru colecția The Man from the Diogenes Club, dezvăluie câțiva membri ai Clubului Diogene, precum Carnacki, Adam Adamant, Flaxman Low, Robert Baldick, Cursitor Doom, și Sir Henry Merrivale. (Cel puțin în cazul de Merrivale, se cunoaște acest lucru din romanele lui Carter Dickson.) Povestirea "Swellhead" îl menționează și pe Dion Fortune ca agent al clubului, precum și faptul că dosarele sale includ identitatea lui Jack Spintecătorul, secretul a ceea ce s-a întâmplat cu Mary Celeste și ceea ce era de fapt Incidentul de la Roswell.
Clubul Diogene este, de asemenea, prezent în seria Anno Dracula a lui Newman, unde este identificat în mod explicit ca Serviciul Secret Britanic. În primul roman, acesta este prezidat de Mycroft Holmes, amiralul Sir Mandeville Messervy și Waverly. În continuarea sa, The Bloody Red Baron, conducerea clubului este formată din Holmes, Mansfield Smith-Cumming și Charles Beauregard (personaj al lui Newman). Beauregard devine președinte după moartea lui Mycroft în acest roman. În cea de-a doua continuare a romanului, Dracula Cha Cha Cha, se precizează că Beauregard a demisionat din funcția după sfârșitul celui de-al doilea război mondial, succedându-i în funcție protejatul său, Edwin Winthrop. În povestirea "Who Dares Wins", a cărei acțiune se desfășoară  în 1980, Richard Jeperson a devenit președintele clubului. Printre agenții folosiți de Clubul Diogene în seria Anno Dracula sunt Daniel Dravot, Elliott Spencer și Hamish Bond.
Clubul și legăturile sale cu serviciile secrete au fost prezentate în romanul All-Consuming Fire din seria Virgin New Adventures (bazată pe serialul Doctor Who), un roman cu Doctor Who/Sherlock Holmes, care se referă și la personajul Beauregard al lui Kim Newman. O continuare viitoare a acestuia, în seria de aventuri ale lui Bernice Summerfield (realizată de Big Finish), este The Adventure of the Diogenes Damsel.
Mai recent, Clubul Diogene a fost prezentat în jocul Bloodlines de pe rețelele Facebook/MySpace ca un departament secret al Serviciilor Secrete Britanice, intitulat oficial "Her Majesty's Secret Service, Occult Branch".

## Alte apariții
În The Other Log of Phileas Fogg (1973) de Philip José Farmer se precizează că Clubul Diogene era în realitate Athenaeum Club din Pall Mall, iar Arthur Conan Doyle a schimbat numele clubului în povestirile sale. 
Clubul Diogene este menționat și în următoarele opere:
- romanul The Seven-Per-Cent Solution (1974) de Nicholas Meyer;
- banda desenată The League of Extraordinary Gentlemen: Black Dossier de Alan Moore;
- jocul video Sherlock Holmes - Case of the Rose Tattoo (1996);
- banda desenată Predator: Nemesis realizată de Dark Horse Comics;
- nuvela Closing Time de Neil Gaiman, din colecția Fragile Things.

Saturday Morning Breakfast Cereal obișnuia să vândă un tricou cu inscripția "Diogenes Club: better living through omniscience", dar vânzarea acestuia a fost întreruptă.